# Âm bản (album)
Âm bản (tựa tiếng Anh: Negative Proof) là album phòng thu thứ tư của nữ ca sĩ Đoan Trang, được phát hành vào thời điểm tháng 12 năm 2007. Với mong muốn "tôn vinh những nhạc sĩ nữ trẻ đang trong giai đoạn khẳng định phong cách sáng tác riêng", cô cho ra mắt những sáng tác mới từ chính cô cùng các nhạc sĩ nữ tên tuổi, cùng nhiều bản phối khí và trình diễn lại những ca khúc mang chủ đề hướng về nét đẹp của người phụ nữ Á Đông. Đây là sản phẩm đánh dấu sự đột phá của cô trong thể loại âm nhạc, khác hẳn với màu sắc cổ điển mà cô đã đưa vào trong album trước đó mang tên SocoDance vào năm 2006, khi cô lần đầu thử sức với các thể loại nhạc như R&B, jazz vào sản phẩm âm nhạc của mình.
Ngay từ khi phát hành, Âm bản đã nhận được sự quan tâm và tán dương từ phía các nhà phê bình nghệ thuật và khán giả, khi đề cao về phần sản xuất âm nhạc, chủ đề và ở cả mặt đồ họa của album lần này. Album này sau đó được vinh danh với giải thưởng Album Vàng tại hạng mục Album nghệ thuật xuất sắc do Hội đồng nghệ thuật bình chọn vào tháng 3 năm 2008. Ca khúc "Quạt giấy" đã được bình chọn là ca khúc của tháng 11 năm 2007 của chương trình Bài Hát Việt.

## Bối cảnh sản xuất
Sau khi phát hành album Chocolate vào năm 2005, Đoan Trang tiếp tục tạo được tiếng vang khi lần đầu tiên vinh dự nhận được giải Làn sóng xanh 2005, là một trong 10 ca sĩ được yêu thích nhất trong năm với 2 ca khúc "Tóc hát" và "Bâng Khuâng", nhiều tuần liền nằm trong top 5 của Làn sóng Xanh. Vào năm 2007, cô đại diện nước nhà để cùng 20 ca sĩ nổi tiếng của các nước trong khu vực châu Á khác tham dự ngày hội âm nhạc Hattori Memorial Music Festival tổ chức tại Nhật Bản. Phần trình diễn của Đoan Trang được đánh giá là khá thành công khi cô nhận được nhiều lời mời hợp tác âm nhạc sau buổi diễn. Sau đó, cô tiếp tục cho phát hành album phòng thu thứ ba của mình mang tên SocoDance vào năm 2006, mang hơi hướng cổ điển và khiêu vũ. Album là một thành công về mặt thương mại, khi tiêu thụ được 15.000 CD, là album bán chạy nhất từ trước đến nay của cô.
Đoan Trang - Nguồn:
Nữ ca sĩ phải bỏ ra đến 3 năm ấp ủ dự án này cho đến khoảng giữa năm 2007, cô mới hé lộ thêm về Âm bản trước công chúng. Ban đầu, cô thông báo rằng album này được ra mắt vào cuối tháng 6 với dự tính gồm khoảng 8 ca khúc, nhưng phải tạm hoãn thời gian phát hành do phải thực hiện một chuyến du học ngắn hạn trong vòng 5 tuần tại Hoa Kỳ vào hồi tháng 7. Cô đăng ký vào trường Đại học Berklee, một trường nhạc danh tiếng tại thành phố Boston, bang Massachusetts. Với khóa học có tên gọi là "Summer Performance Program", cô được học về thanh nhạc, nhạc lý, kỹ năng biểu diễn sân khấu và dòng nhạc R&B, Latin pop nhằm phục vụ cho album sắp tới. Lúc đó, cô cũng khẳng định "album hầu như đã hoàn tất. Tôi chỉ còn chỉnh sửa một vài chỗ chưa thật ưng ý cho một vài bản thu và sẽ không thay đổi gì thêm nữa."

## Cấu trúc
Album được Đoan Trang nhắm đến với hình ảnh nét đẹp của người phụ nữ Á Đông, với mong muốn "tôn vinh những nhạc sĩ nữ trẻ đang trong giai đoạn khẳng định phong cách sáng tác riêng", cô thực hiện trình bày lại những ca khúc chọn lọc của các nữ nhạc sĩ như Giáng Son, Bảo Lan - kèm theo đó là những sáng tác mới của cô cùng với các tác giả khác, mà nổi bật là Lưu Thiên Hương. Album được hai nhạc sĩ Võ Thiện Thanh và Thanh Phương thực hiện phần phối âm. Đây là sản phẩm đánh dấu sự đột phá của cô trong thể loại âm nhạc, khác hẳn với màu sắc cổ điển mà cô đã đưa vào trong album trước đó mang tên SocoDance vào năm 2006, khi cô lần đầu thử sức với các thể loại nhạc như R&B, Jazz vào sản phẩm âm nhạc của mình. Cô viết ca khúc "Cổ Tích" dành riêng cho ông xã người Thụy Điển Johan. Ca khúc "Cỏ và Mưa" thật ra được Đoan Trang có từ ba năm trước, nhưng do phải bỏ thêm thời gian thực hiện nên cô đã phải chỉ là người "thể hiện lại".
Ảnh bìa của album do Cao Trung Hiếu tham gia đảm nhận, với hình ảnh Đoan Trang gai góc được che khuất một phần bởi chiếc lá đu đủ. Phần đồ họa của anh trong album được nhiều nhà phê bình đề cao. VNExpress khen ngợi phần thiết kế của album "khá nổi bật, giản dị mà sang trọng", miêu tả nó "bắt mắt và khơi gợi trí tò mò". Mực Tím Online miêu tả Đoan Trang ở đây "trưởng thành và chững chạc hơn rất nhiều". Đồng quan điểm, Vân Chi từ trang web Design.vn cho rằng bìa của album "rất hút mắt và ấn tượng" và liệt nó vào danh sách 10 bìa đĩa nhạc Việt ấn tượng nhất.

## Đánh giá chuyên môn
Ngay từ khi phát hành, album nhận được sự quan tâm và tán dương từ phía các nhà phê bình nghệ thuật và khán giả. Nhà báo Gia Khánh từ VNExpress cho những nhận xét rất tích cực, khi cho rằng album "đã tạo được cảm tình cho người thưởng thức" và đề cao phần phối khí của Sơn Hải và Thanh Phương trong album. Nhà báo Cẩm Lệ từ Hội đồng nghệ thuật chương trình Album Vàng 2008 miêu tả album này "tinh tế và mới lạ" cũng như khẳng định "đây là album sáng tạo đa dạng nhất của Đoan Trang từ trước đến nay".
Album này được vinh danh với giải thưởng Album Vàng tại hạng mục "Album nghệ thuật xuất sắc" do Hội đồng nghệ thuật bình chọn vào tháng 3 năm 2008 cùng với những cái tên khác như Mai Khôi hay Hoa Hồng của Mai Khôi, Studio'68 của Ngô Thanh Vân, Sau Cơn Mưa của Khánh Linh và Cơn Mưa Cuối Cùng của Lê Hiếu trong danh sách top 5 Album vàng. Âm bản sau đó cũng lọt vào Top album 2008 của chương trình này.
"Quạt Giấy" cũng được bình chọn là ca khúc của tháng 11 năm 2007 của chương trình Bài Hát Việt.

## Danh sách bài hát
| STT | Nhan đề                                     | Sáng tác        | Thời lượng |
| --- | ------------------------------------------- | --------------- | ---------- |
| 1.  | "Prologue"                                  |                 | 0:52       |
| 2.  | "Quạt giấy" (Folding Fan)                   | Lưu Thiên Hương | 4:21       |
| 3.  | "Cầu lá" (Fallin' Leaves Set Bridge)        | Lưu Thiên Hương | 5:19       |
| 4.  | "Cỏ và Mưa" (Grass Craves for Rain)         | Giáng Son       | 6:45       |
| 5.  | "Nếp ngày" (Groove)                         | Giáng Son       | 4:36       |
| 6.  | "Chàng hát rong" (Gypsy Guy)                | Bảo Lan         | 3:19       |
| 7.  | "Cổ tích" (Fairy-tales)                     | Đoan Trang      | 3:43       |
| 8.  | "Ngày hồng" (Prague-Rosy Day)               |                 | 3:58       |
| 9.  | "Giấc mơ thật" (Dreaming True)              | Bảo Lan         | 5:26       |
| 10. | "Trôi trong Gương" (Drifting Within Mirror) | Giáng Son       | 4:35       |
| 11. | "Scat" (Impromtu)                           | Giáng Son       | 4:24       |
| 12. | "Trốn tình" (Hidden from Love)              | Jazzy Dạ Lam    | 4:11       |

| Ca khúc tặng kèm | Ca khúc tặng kèm                     | Ca khúc tặng kèm | Ca khúc tặng kèm |
| STT              | Nhan đề                              | Sáng tác         | Thời lượng       |
| ---------------- | ------------------------------------ | ---------------- | ---------------- |
| 13.              | "Cổ tích" (Beat Instrumental)        |                  | 3:43             |
| 14.              | "Chàng hát Rong" (Beat Instrumental) | Bảo Lan          | 3:19             |
| Tổng thời lượng: | Tổng thời lượng:                     | Tổng thời lượng: | 52:02            |

## Thực hiện
| - Đoan Trang – sản xuất chính, hát chính - Cao Trung Hiếu – sản xuất chính - Lương Dũng – sản xuất - Võ Thiện Thanh – phối khí - Trần Thanh Phương – phối khí - Sơn Hải – phối khí - Bảo Lan – phối khí - Nguyễn Đăng Phương – phối khí - Thanh Vương – phối khí - Lưu Thiên Hương – sáng tác, hát nền - Hồ Hoài Anh – hát nền | - Chỉ đạo nghệ thuật và thiết kế: Cao Trung Hiếu - Nhà tạo mẫu ảnh: Le Thien Vien - Thiết kế trang phục: Mai - Trang điểm: Nam Trung, NY - Tạo mẫu tóc: Thoai - Nhiếp ảnh gia: Phạm Hoài Nam (ảnh bìa ngoài), Jundat (ảnh booklet) - In ấn: Conhac - Cấp phép bởi: Nhà xuất bản Âm nhạc (Dihavina) - Xuất bản bởi: Hãng phim Phương Nam |